# 梅特罗波利亚应用科学大学

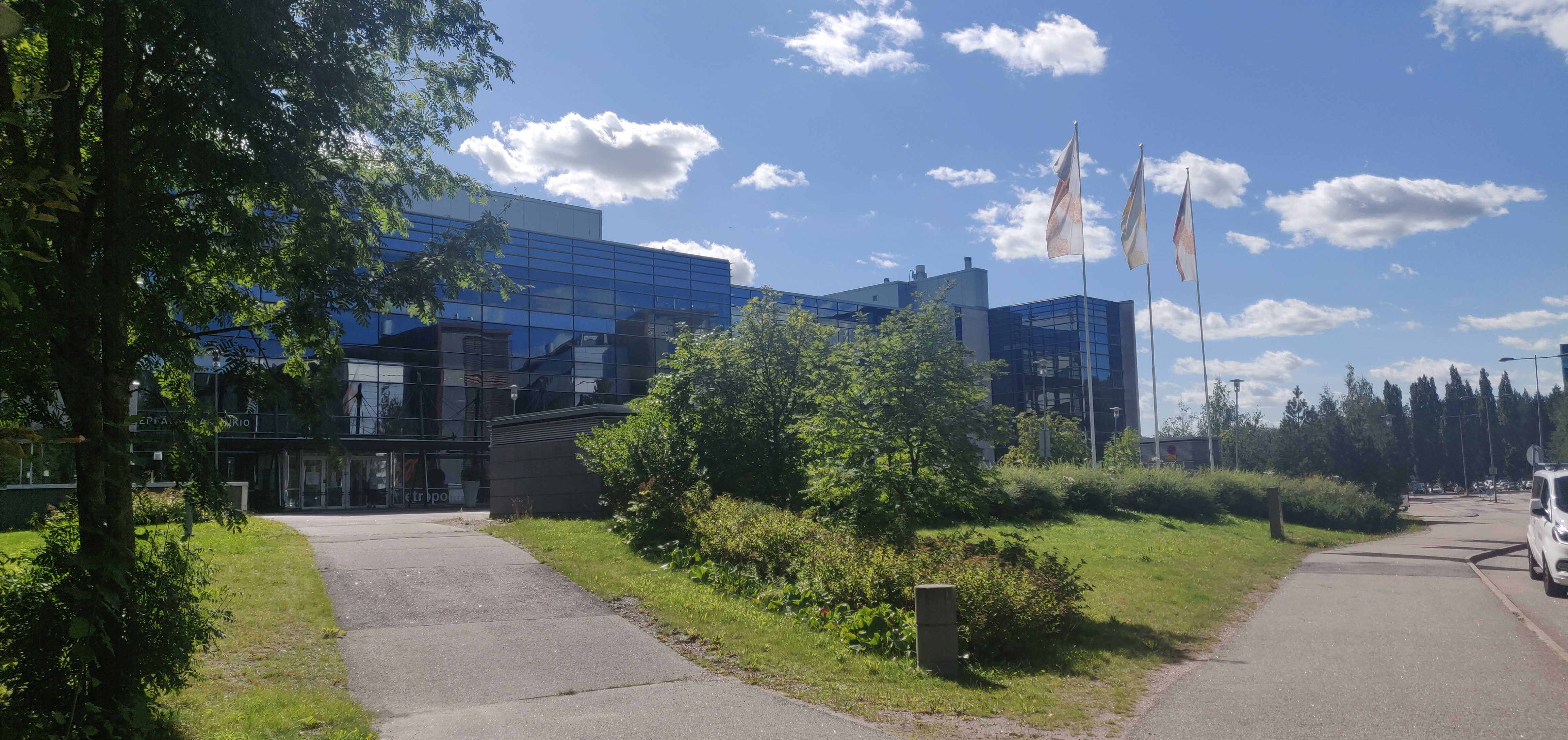
梅特罗波利亚在埃斯波的教学楼，原为诺基亚公司的办公楼，在诺基亚公司芬兰总部大楼附近

梅特罗波利亚应用科学大学（芬蘭語：Metropolia-ammattikorkeakoulu），是芬兰最大的应用科学大学。该大学由芬兰教育文化部监督及认证，位于芬兰首都地区（在赫尔辛基、埃斯波和万塔有校区）。梅特罗波利亚有四个专业：文化、商学、医疗保健及社会服务、技术。部分课程也用英语教学。
学生数量约为16,800人，教职工有990人。在2021年有2,711个学生拿到学士学位，516个学生拿到硕士学位。